# Chiplun
Chiplun este un oraș în India, așezat în vestul țării, pe autostrada Mumbai–Goa (NH-17). Se găsește la circa 320 km sud de orașul Mumbai, în regiunea Konkan, statul Maharashtra. Are o populație de 60.000 de locuitori. Este un oraș industrial, specializat pe industria farmaceutică și pe cea chimică.